# Capriglia
Capriglia is een plaats (frazione) in de Italiaanse gemeente Pellezzano, provincie Salerno, en telt ongeveer 1300 inwoners.